# (9609) Ponomarevalya
(9609) Ponomarevalya es un asteroide perteneciente al cinturón de asteroides, descubierto el 26 de agosto de 1992 por la astrónoma soviética Liudmila Chernyj desde el Observatorio Astrofísico de Crimea.

## Designación y nombre
Designado provisionalmente como  1992 QL2. Fue nombrado Ponomarevalya en honor a la cosmonauta y científica soviética Valentina Leonídovna Ponomariova.